# Gino Bartali
Gino Bartali (ur. 18 lipca 1914 w Ponte a Ema k. Florencji, zm. 5 maja 2000 w Ponte a Ema) – jeden z najbardziej utytułowanych i najpopularniejszych włoskich kolarzy szosowych. Dwukrotnie wygrał Tour de France i trzykrotnie Giro d’Italia.

## Życiorys
Gino Bartali, kolarz zawodowy od 1935 do 1953 roku, był jednym z najlepiej wspinających się kolarzy w swoich czasach. Siedmiokrotnie wygrywał klasyfikację górską w Giro. Trzykrotnie (1936, 1937 i 1946) wygrywał też klasyfikację łączną w tym wyścigu. W 1938 Bartali po raz pierwszy odniósł sukces w Tour de France. W najlepszym wieku do ścigania musiał przerwać swoją karierę z powodu II wojny światowej. W 1948 roku powrócił na trasę Touru i po 10. latach wygrał „Wielką Pętlę” z przewagą ponad pół godziny nad drugim zawodnikiem, Brikiem Schotte.
Kariera Bartaliego była naznaczona konkurencją z pięć lat młodszym Campionissimo Fausto Coppim. Rywalizacja ta podzieliła wielkie rzesze włoskich fanów na dwa obozy: „Bartalistów” i „Coppistów”. W 1949 roku Bartali, liczący już wtedy 35 lat, przegrał z Fausto w trakcie Tour de France.
Gino Bartali czterokrotnie zdobył tytuł Mistrza Włoch w kolarstwie szosowym i dominował w najważniejszych włoskich klasykach: 4 razy wygrał w Mediolan-San Remo i trzykrotnie w Giro di Lombardia.
W 2012 r. instytut Jad Waszem uhonorował Bartalego tytułem „Sprawiedliwego wśród Narodów Świata” za pomoc w uratowaniu ponad 800 Żydów w 1943 r. Bartali w ramach 380-kilometrowego treningu przewiózł w ramie swojego roweru zdjęcia i fałszywe dokumenty, które pozwoliły na uratowanie wielu niewinnych ludzi. Dodatkowo, nie wahał się ukrywać wyznawców judaizmu w swoim domu, a także współpracować z duchownymi przy organizacji przerzutów poszukiwanych do Szwajcarii.

## Ważniejsze zwycięstwa
- 2 × Tour de France (1938, 1948)
- 3 × Giro d’Italia (1936, 1937, 1946)
- 4 × Mediolan-San Remo (1939, 1940, 1947, 1950)
- 3 × Giro di Lombardia (1936, 1939, 1940)
- 2 × Tour de Suisse (1946, 1947)
- 4 × Mistrzostwo Włoch na szosie (1935, 1937, 1940, 1952)
- 5 × Giro della Toscana (1939, 1940, 1948, 1950, 1953)
- 3 × Giro del Piemonte (1937, 1939, 1951)
- 2 × Mistrzostwa Zurychu (1946, 1948)
- 2 × Giro dell’Emilia (1952, 1953)
- 2 × Giro della Campania (1940, 1945)
- 1 × Tour de Romandie (1949)